# Måbødalolyckan

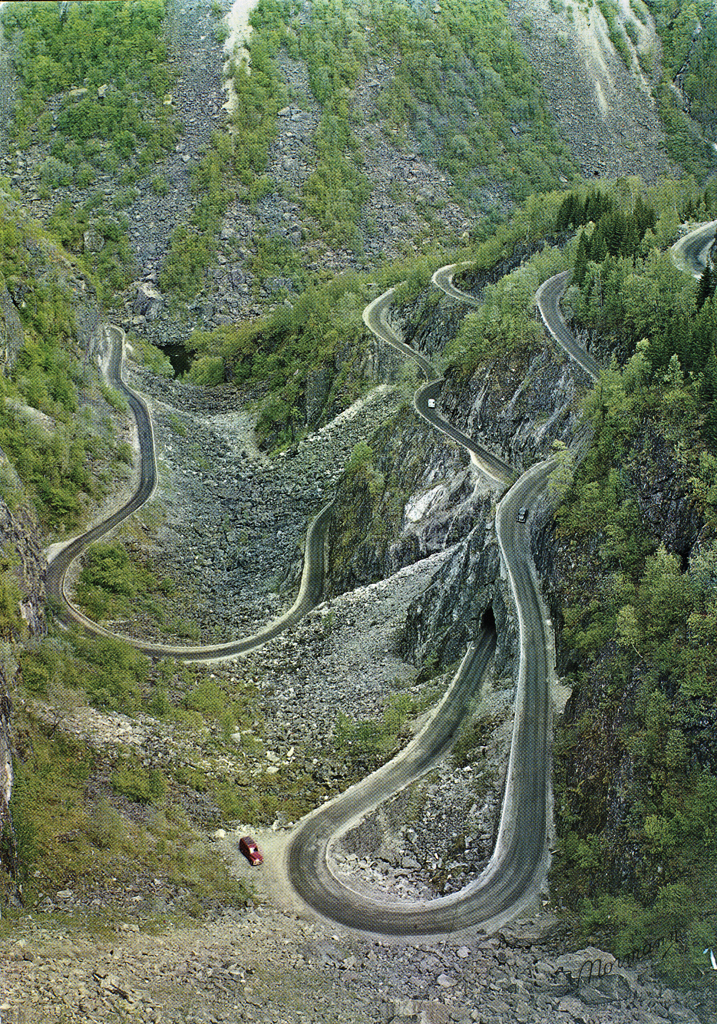
Måbødalen med den gamla vägen från 1910–1916. Den ersattes 1986 av den nuvarande vägen, där olyckan inträffade 1988.

Måbødalolyckan var en bussolycka som inträffade den 15 augusti 1988 då en grupp skolbarn från Kvarnbackaskolan i Kista var på klassresa i Norge under en resa vars slutmål var Shetlandsöarna. I bussen fanns även några föräldrar. Under resan tappade chauffören kontrollen över bussen, som sedan kraschade in i en 1,2 m bred betongbåge som stack ut vinkelrätt från tunnelväggen i Måbøtunneln.
Anhöriga fick inte reda på olyckan förrän de läste om den i morgontidningarna och prästen i Kista församling fick beskedet på telefon från en norsk journalist. Genast satte man ihop en grupp med präster, socionomer och kuratorer som kom att ta hand om de sörjande som sökte sig till kyrkan. Anhöriga åkte även över i ett chartrat flygplan till Norge för att få besked om vad som hänt deras barn. Olyckan krävde 16 offer, varav 12 var barn. Även busschauffören avled (på sjukhus i Sverige) och 19 personer skadades.
Den norska haverikommissionen uppdagade flera allvarliga dolda fel på bussens bromssystem.
Måbødalolyckan visar likheter med bussolyckan i Sierretunneln som ägde rum den 13 mars 2012 i Sierretunneln i Schweiz, då 22 barn och 6 vuxna omkom sedan deras buss kolliderat med en utskjutande betongmur inne i tunneln.